# Leuze-en-Hainaut
Leuze-en-Hainaut (nld. Leuze, pcd. Leuze-in-Hénau, wa. Leuze-e-Hinnot) – miasto w Belgii, w Regionie Walońskim, w prowincji Hainaut, w okręgu Tournai-Mouscron. Według Dyrekcji Generalnej Instytucji i Ludności, 1 stycznia 2024 roku gmina liczyła 13814 mieszkańców.

## Podział administracyjny
W skład miasta wchodzi dziewięć dzielnic (section):
- Blicquy
- Chapelle-à-Oie
- Chapelle-à-Wattines
- Gallaix
- Grandmetz
- Pipaix
- Thieulain
- Tourpes
- Willaupuis

## Współpraca
Miejscowości partnerskie:
- Carencro, Stany Zjednoczone
- Loudun, Francja
- Wagadugu, Burkina Faso